# Alpineboraan
Alpineboraan is een organische verbinding met als brutoformule C18H31B. De stof komt voor als een kleurloze vloeistof. Het is een chirale verbinding.

## Synthese
Alpineboraan wordt bereid door de reactie van 9-BBN met α-pineen en beide reagentia te refluxen in THF. Alhoewel de verbinding ook commercieel verkrijgbaar is, wordt ze meestal in situ in het laboratorium bereid.

## Toepassingen
Alpineboraan wordt aangewend als reagens in de organische chemie voor de stereoselectieve reductie van ketonen en aldehyden.